# Pow R. Toc H.
Pow R. Toc H. — психоделічна композиція британської групи Pink Floyd, була випущена на їх дебютній платівці The Piper at the Gates of Dawn в 1967 році. Хоча авторами значаться всі четверо учасників групи, критики відзначають явні ознаки впливу характеру і, відповідно, значну роль у створенні «Pow R. Toc H.» басиста Pink Floyd Роджера Вотерса. У вокальному компоненті цієї композиції і повністю написаної Вотерсом пісні «Take Up Thy Stethoscope and Walk» відзначається подібність з художніми формами дадаїзму.
Крім інструментальної складової, композиція «Pow R. Toc H.» включає велику кількість вокальних і шумових ефектів, які для різних слухачів звучать або як крики мешканців джунглів, або як елементи космічної тематики, властиві гурту на ранньому етапі творчості.

## Передумови
Перша частина назви «Pow R.» візуально й фонетично найбільше нагадує англійське слово power — «сила», «міць», «енергія», «влада».
За найбільш поширеною версією, частина «Toc H.» може бути відсилкою до назви армійського клубу відпочинку «Будинок Телбота» (англ. Talbot House), який був створений службовцями союзних військ в містечку Поперінге в Західній Фландрії під час Першої світової війни. Клуб був відкритий для військовослужбовців усіх звань, а згодом в клубі було введено вимогу повного ігнорування звань — таким чином, всі відвідувачі клубу ставали рівними. Після війни в 1922 році була заснована християнська благодійна організація Toc H, Метою якої є побудова справедливого і вільного від забобонів суспільства, заснованого на ідеях рівності і дружби.
Шанувальниками Pink Floyd пропонуються і інші варіанти інтерпретації другої частини назви: toke або tokage (з англ. — «затягування марихуаною»), touch (з англ. — «дотик»).

## Учасники запису
- Сід Барретт — гітара, вокальні ефекти;
- Роджер Вотерс — бас-гітара, вокальні ефекти;
- Річард Райт — клавішні, орган;
- Нік Мейсон — ударні.